# Plaitford
Plaitford är en by i civil parish Melchet Park and Plaitford, i distriktet Test Valley, i grevskapet Hampshire i England. Byn är belägen 17 km från Southampton. Plaitford var en civil parish fram till 1932 när blev den en del av Melchet Park and Plaitford. Civil parish hade 195 invånare år 1931. Byn nämndes i Domedagsboken (Domesday Book) år 1086, och kallades då Pleiteford.